# Šuplja Stena
Šuplja Stena (en serbe cyrillique : Шупља Стена) est un faubourg non résidentiel de Belgrade, la capitale de la Serbie. Il est situé dans la municipalité de Voždovac.
En serbe, šuplja stena signifie « le rocher creux ».

## Présentation
Šuplja Stena est situé dans les bois du mont Avala, à 20 km du centre-ville de Belgrade. Ce faubourg non résidentiel abrite un complexe de loisirs qui, dans les années 1970 à 1990 accueillit plusieurs milliers d'enfants ; la superficie du complexe est de 140 000 m2 ; il comprend deux bâtiments, 14 bungalows, des terrains de football, de basket-ball et de volley-ball.
En 1992, après le début des guerres de Yougoslavie, le gouvernement de la Serbie transforma le complexe un refuge pour les réfugiés de Croatie et de Bosnie-Herzégovine. En 1997, le dernier réfugié quitta Šuplja Stena mais le complexe est resté inutilisé depuis lors.